# Purling Brook Falls
Purling Brook Falls är ett vattenfall i Australien. Det ligger i delstaten Queensland, omkring 84 kilometer söder om delstatshuvudstaden Brisbane. Purling Brook Falls ligger 590 meter över havet.
Närmaste större samhälle är Varsity Lakes, omkring 18 kilometer nordost om Purling Brook Falls. 
I omgivningarna runt Purling Brook Falls växer i huvudsak städsegrön lövskog. Runt Purling Brook Falls är det ganska glesbefolkat, med 24 invånare per kvadratkilometer. Genomsnittlig årsnederbörd är 1 801 millimeter. Den regnigaste månaden är januari, med i genomsnitt 320 mm nederbörd, och den torraste är oktober, med 41 mm nederbörd.